# Quique Sánchez Flores
Pour les articles homonymes, voir Quique.
Enrique Sánchez Flores, plus connu sous le nom de Quique Sánchez Flores, est un footballeur espagnol désormais reconverti en entraîneur. Né le 5 février 1965 à Madrid (Espagne), il évoluait au poste de latéral droit. Il compte 15 sélections en équipe d'Espagne, entre 1987 et 1991.

## Carrière d'entraîneur
En tant qu'entraîneur, Quique Sánchez Flores est notamment passé par Getafe CF, Valence CF, Benfica et l'Atlético de Madrid, club avec lequel il a remporté la Ligue Europa et la Supercoupe d'Europe en 2010.
En janvier 2015, il retourne au Getafe CF où il remplace Cosmin Contra. Il démissionne fin février afin de montrer son désaccord avec le transfert de Sammir vers la Chine. Il est remplacé par Pablo Franco.
Le 5 juin suivant Flores est nommé entraîneur de Watford. Il quitte le club à la fin de la saison.
Il s'engage avec l'Espanyol de Barcelone le 9 juin 2016. Le 21 avril 2018, le club, alors 16e du Championnat d'Espagne, annonce son limogeage et celui du directeur sportif, Jordi Lardin. L'Espanyol explique ces décisions par le fait de vouloir préparer « au mieux » la saison 2018-2019.
Rejoignant Getafe CF en octobre 2021, il est renvoyé en avril 2023 alors que le club est en lutte pour son maintien en Liga.
Le 18 décembre 2023, il est nommé entraîneur du Séville FC. Le 18 mai 2024, le club espagnol annonce son départ en fin de saison.

## Vie privée
D'origines gitanes, Quique Sánchez Flores est le fils de l'ancien footballeur du Real Madrid Isidro Sánchez García-Figueras et le neveu de la chanteuse de flamenco Lola Flores.

## Palmarès
Joueur
- Real Madrid
  - Champion d'Espagne en 1995 avec le Real Madrid
- Espagne
  - 15 sélections en équipe d'Espagne (0 but) entre 1987 et 1991

Entraîneur
- Benfica Lisbonne
  - Vainqueur de la Coupe de la Ligue portugaise de football en 2009 avec le Benfica Lisbonne
- Atlético de Madrid
  - Vainqueur de la Ligue Europa 2009-2010 avec l'Atlético de Madrid
  - Vainqueur de la Supercoupe de l'UEFA 2010 avec l'Atlético de Madrid
  - Finaliste de la Coupe d'Espagne en 2010 avec l'Atlético de Madrid